# Rajsamand
Rajsamand là một thành phố và khu đô thị của quận Rajsamand thuộc bang Rajasthan, Ấn Độ.

## Địa lý
Rajsamand có vị trí 25°04′B 73°53′Đ / 25,07°B 73,88°Đ Nó có độ cao trung bình là 547 mét (1794 feet).

## Nhân khẩu
Theo điều tra dân số năm 2001 của Ấn Độ, Rajsamand có dân số 55.671 người. Phái nam chiếm 52% tổng số dân và phái nữ chiếm 48%. Rajsamand có tỷ lệ 67% biết đọc biết viết, cao hơn tỷ lệ trung bình toàn quốc là 59,5%: tỷ lệ cho phái nam là 77%, và tỷ lệ cho phái nữ là 57%. Tại Rajsamand, 15% dân số nhỏ hơn 6 tuổi.